# 日本グランデ
日本グランデ株式会社（にっぽんグランデ）は、札幌市に本店を置く総合不動産デベロッパーである。

## 概要
- 分譲マンション「グランファーレ」シリーズ及び、RC3階建て戸建住宅「エステティカ」シリーズ、木造3階建て南欧風フレンチモダンな「ラ・レジーナ」シリーズの不動産分譲事業、サービス付き高齢者向け住宅「グランウエルネス」シリーズ及びマンション賃貸等収益不動産の不動産賃貸事業、分譲マンション管理等の不動産関連事業の3事業を行なっている。
- 「グランファーレ」といえば、特許登録された「炭パワークリーンシステム」を使って室内空気環境をキレイにする「炭のマンション」で知られている。
- デザイン性の高いヨーロピアンテイストの外観デザイン。
- 「パノラマビューウインドウ」の採用でアール（流線型）を採り入れた個性的な窓は、景観に開放感をもたらしているのが特長である。意匠登録されている。
- 真の快適空間を追求しオリジナルの空間を創造できる、自由設計プラン「G-FLEX」を採用している。
- 外出先からスマートフォンで我が家の住宅機器、防犯システムをリモートコントロールできる「スマートモバイルセキュリティ」を実現している。
- 寒冷地初のバルコニーに水抜き忘れによる凍結を防止できる、マンション用「不凍散水栓」を開発し「多目的スロップシンク」に標準装備している。
- 寒冷地のマンションでは雨水用ドレイン管の凍結防止のためバルコニーとの間に隙間を設ける必要があり、その為、水が流れると隙間から水が跳ね、洗濯物に泥がかかったり上下間の住戸トラブルを起こす原因にもなっていた。そこでバルコニーの窓や床面を水洗いしたいという要望に応え、寒冷地マンション用の「ベランダ水撥ね防止カバー」を開発し雨水ドレイン管に標準装備している。これにより四季を通じてバルコニーの窓や床面の水洗いができ、ガーデニングに水やりも可能。実用新案登録されている。

## 沿革
- 2003年4月 - 札幌市に日本グランデ株式会社を設立
- 2003年4月 - 一級建築士事務所登録
- 2003年5月 - 宅地建物取引業者免許取得
- 2004年7月 - 環境マネジメントシステム規格ISO14001認証取得
- 2004年9月 - 自社分譲マンション「グランファーレ」シリーズを販売開始
- 2006年12月 - 建設業許可取得
- 2007年4月 - マンション管理会社としてグランコミュニティ株式会社を設立
- 2007年7月 - 東京都港区虎ノ門に東京支店開設
- 2007年9月 - 宅地建物取引業者免許を道知事免許から国土交通大臣に変更
- 2012年5月 - RC戸建住宅分譲及びリフォーム事業会社としてグランホーム株式会社を設立
- 2012年6月 - グランホーム株式会社にて宅地建物取引業者免許取得
- 2012年8月 - グランホーム株式会社にて建設業許可取得
- 2012年9月 - RC3階建て戸建住宅「エステティカ」シリーズを販売開始
- 2013年3月 - 炭パワークリーンシステム特許取得
- 2014年5月 - 第2種金融商品取引業登録
- 2014年7月 - 不動産投資顧問業登録
- 2014年7月 - 賃貸住宅管理業者登録
- 2014年7月 - グランコミュニティ株式会社において、賃貸住宅管理業者登録
- 2014年7月 - グランホーム株式会社において、賃貸住宅管理業者登録
- 2014年12月 - サービス付き高齢者向け住宅「グランウエルネス」シリーズの事業開始
- 2017年１月 - 床下チャンバー式炭パワークリーンシステム特許取得
- 2019年6月 - 札幌証券取引所アンビシャス市場に上場
- 2020年7月 - ラ・レジーナシリーズ「南欧風フレンチモダンな家」販売開始
- 2020年11月 - 首都圏初のマンションプロジェクト「グランファーレ本厚木レジェンドスクエア」販売開始
- 2022年9月 - 「持続可能な開発目標」に賛同し事業活動を通して「SDGs宣言」を表明
- 2023年3月 - チャンバーボックス式炭パワークリーンシステム特許取得
- 2023年4月 - 創業20周年を迎える
- 2023年8月 - ZEH-Oriented認定　BELS取得済　ラ・レジーナ販売開始
- 2024年6月 - ZEH-M Oriented×低炭素建築物認定の環境配慮型次世代マンション販売開始

## 加盟団体
- （公社）全国宅地建物取引業保証協会会員
- （公社）北海道宅地建物取引業協会会員
- （公社）東京都宅地建物取引業協会会員
- （公社）北海道不動産公正取引協議会会員
- （公社）首都圏不動産公正取引協議会会員
- （公財）東日本不動産流通機構会員
- （一社）全国住宅産業協会会員
- （一社）北海道住宅都市開発協会会員
- （一社）北海道建築士事務所協会会員
- （一社）サービス付き高齢者向け住宅協会会員
- （一社）北海道高齢者向け住宅事業者連絡会会員

## 連結子会社
- グランコミュニティ株式会社 - マンション管理会社及びサービス付き高齢者向け住宅の運営、2007年4月設立
- グランホーム株式会社 - RC3階建て戸建住宅、木造3階建て戸建住宅及びリフォーム事業会社、2012年5月設立